# Нор'їнське сільське поселення
Но́р'їнське сільське поселення — муніципальне утворення в складі Малопургинського району Удмуртії, Росія. Адміністративний центр — село Нор'я.
Населення — 1493 особи (2015; 1454 в 2012, 1472 в 2010).
До складу поселення входять такі населені пункти:
| Населений пункт      | Населення, осіб (2010) | Населення, осіб (2012) |
| -------------------- | ---------------------- | ---------------------- |
| Горд-Шунди, присілок | 57                     | 53                     |
| Красний Яр, присілок | 2                      | 2                      |
| Кулаєво, присілок    | 223                    | 218                    |
| Нор'я, село          | 756                    | 744                    |
| Сізяшур, присілок    | 434                    | 437                    |

В поселенні діють 2 школи — середня (Нор'я) та початкова (Кулаєво), 3 садочки (Кулаєво, Нор'я, Сізяшур), дільнича лікарня (Нор'я), фельдшерсько-акушерський пункт (Сізяшур), 2 клуби (Нор'я, Сізяшур), 2 бібліотеки (Нор'я, Сізяшур).
Серед промислових підприємств працюють ТОВ «Нор'їнське», та «Сізяшур».